# تک‌نگاشت
تک‌نگاشت، تک‌نگاری، ویژه‌نگاشت یا مونوگراف (به انگلیسی: monograph) نوعی انتشارات است که به تفصیل و با بررسی تقریباً همهٔ جزئیات دربارهٔ یک موضوع واحد، و معمولاً به دست نویسنده‌ای واحد، نوشته شده باشد. این اصطلاح معمولاً در مقابل نشریهٔ ادواری یا «سریال» به معنی انتشاراتی که ادامه‌دار هستند به کار برده می‌شود. تک‌نگاری ممکن است در قالب تولید کتاب، مقاله، پایان‌نامه، یا هر نوع دیگری از انتشارات باشد.

## هنر
ناشران کتاب از اصطلاح «تک‌نگاری هنرمند» برای نشان دادن کتاب‌هایی استفاده می‌کنند که برخلاف بررسی‌های گسترده‌تر از موضوعات هنری، فقط با یک هنرمند واحد سروکار دارند.

## سازمان غذا و داروی ایالات متحده
در چارچوب مقررات سازمان غذا و دارو (آمریکا) (FDA)، تک‌نگاری‌ها استانداردهای منتشر شده‌ای را نشان می‌دهند که براساس آن استفاده از یک یا چند ماده به‌طور خودکار مجاز است. به عنوان مثال، موارد زیر گزیده‌ای از "فدرال رجیستر" است: "سازمان غذا و دارو (آمریکا) (FDA) در حال صدور یک قانون نهایی در قالب یک تک‌نگاری نهایی است که شرایط را تعیین می‌کند که تحت آن محصولات دارویی ضدآفتاب داروی بدون نسخه (OTC) به طور کلی به عنوان ایمن و مؤثر شناخته می‌شوند و به عنوان بخشی از بررسی مداوم FDA در مورد محصولات دارویی OTC، نام‌گذاری اشتباهی ندارند. چنین بهره‌ای باعث استفاده از کلمه مونوگراف به عنوان یک فعل شده است، همانطور که در «این ماده توسط FDA تک‌نگاری شده است».